# Palmach
Palmach (Hebraisk: פלמ"ח, et akronym for Plugot Maḥatz), var en regulær operativ Haganah-kampenhed som blev etableret i Palæstina under 2. verdenskrig i 1941. Enheden var aktiv til 1948 og oprerede under Palæstinamandatet.
Enheden blev etableret af det britiske militær og Haganah med det formål at beskytte Palæstina mod truslen fra Nazi-Tyskland. Efter den britiske sejr ved El Alamein i 1942 gav briterne ordre til opløsning og afvæbning af Palmach, som medførte, at hele organisationen gik under jorden. Den britiske beslutning medførte, at finansieringen af den nu illegale organisation Palmach ophørte. Det blev besluttet, at undergrundsbevægelsen skulle være selvfinansierende ved at lade Palmach-soldaterne arbejde i kibbutzerne med blandt andet landbrugsarbejde, mod at de beskyttede kibbutzen. Palmach-soldaterne skulle hver måned udføre otte dages militærtræning, 14 dages arbejde og have syv fridage.
Mellem 1945 og 1946 udførte enheder fra Palmach flere angreb på den britiske infrastruktur, broer (blandt andet Allenby-broen 19. juni 1946), jernbaner, radar-stationer og politistationer. Aktiviteterne stoppede ikke efter den sorte sabbat (29. juni 1946), da britiske styrker udførte massearrestationer af Palmach- og Haganahledere. Palmach-enheder havde en hovedrolle i den arabisk-israelske krig 1948. Efter krigen blev Palmach overført til den nyoprettede israelske hær.
Medlemmerne af Palmach (Palmachniks) bidrog senere til at danne rygraden i den israelske hær og levere fremtrædende politikere, blandt andre general Moshe Dayan og premierminister Yitzhak Rabin.

## Ekstern henvisning
- Palmach, officiel hjemmeside (engelsk) Arkiveret 28. september 2011 hos  Wayback Machine